# Municipio de Farley
El municipio de Farley (en inglés: Farley Township) es un municipio ubicado en el condado de Polk en el estado estadounidense de Minnesota. En el año 2010 tenía una población de 45 habitantes y una densidad poblacional de 0,64 personas por km².

## Geografía
El municipio de Farley se encuentra ubicado en las coordenadas 48°8′27″N 96°49′31″O / 48.14083, -96.82528. Según la Oficina del Censo de los Estados Unidos, el municipio tiene una superficie total de 70.11 km², de la cual 70,11 km² corresponden a tierra firme y (0 %) 0 km² es agua.

## Demografía
Según el censo de 2010, había 45 personas residiendo en el municipio de Farley. La densidad de población era de 0,64 hab./km². De los 45 habitantes, el municipio de Farley estaba compuesto por el 80 % blancos, el 2,22 % eran asiáticos, el 13,33 % eran de otras razas y el 4,44 % eran de una mezcla de razas. Del total de la población el 13,33 % eran hispanos o latinos de cualquier raza.